# 格拉納達 (昆迪納馬卡省)

格拉納達是哥倫比亞的城鎮，位於該國中部，由昆迪納馬卡省負責管轄，距離首府波哥大18公里，始建於1995年8月5日，海拔高度2,325米，2005年人口6,799。
4°31′26″N 74°21′22″W / 4.52389°N 74.3561°W